# 村瀬逸三
村瀬 逸三（むらせ いつぞう、1902年3月26日 - 1974年10月4日）は、日本の経営者。大正海上火災保険社長を務めた。

## 経歴
東京都出身。1926年に神戸高等商業学校を卒業し、同年に大正海上火災保険に入社。取締役、常務、専務を経て、1962年6月から1968年6月までに社長を務めた。
1967年10月に藍綬褒章を受章。
1974年10月4日、心不全のために死去。72歳没。